# Jeremy Wall
Jeremy Wall is een Amerikaans toetsenist.
Wall richtte vanuit een aantal jeudbandjes samen met jeugdvriend Jay Beckenstein Spyro Gyra op. In 1978 volgde hun eerste plaat, die ze eerst zelf aan de man moesten brengen. Spyro Gyro zou later minstens zeven Grammy Awards winnen met hun combinatie van fusion en smooth jazz. De zevende die Wall in ontvangst mocht nemen was voor zijn compositie The lowdown van Wrapped in a dream uit 2006. Wall verliet al na een aantal muziekalbums Spyro Gyra maar bleef wel aan de band verbonden als componist en muziekproducent. Hij nam in de jaren ’90 een aantal soloalbums op, maar die konden het succes van Spyro Gyra niet evenaren. In die tijd speelde hij ook mee op albums van Richard Stolzman, klarinettist.
Wall doceert jazzmuziek aan de State University of New York te Oneonta (New York).

## Discografie (solo)
- 1991: Cool running
- 1992: Stepping to the new World